# Pieter van Schravendijk (1806-1869)
Pieter van Schravendijk (Rijnsaterwoude, 28 mei 1806 - aldaar, 23 juli 1869) was een Nederlandse burgemeester.

## Leven en werk
Van Schravendijk werd in 1806 geboren als zoon van Dirk Schravendijk, rijksontvanger te Rijnsaterwoude, en Haasje Langendam. Van Schravendijk werd in 1843 benoemd tot burgemeester van Rijnsaterwoude. In 1852 werd hij tevens benoemd tot burgemeester van zowel Hoogmade als Woubrugge. In 1855 werd Hoogmade bij Woubrugge gevoegd. Tot zijn overlijden in 1869 was Van Schravendijk burgemeester van zowel Rijnsaterwoude als van Woubrugge. Tevens vervulde hij de functie van secretaris van de gemeenten waarvan hij burgemeester was.
Van Schravendijk trouwde op 10 december 1834 te Rijnsaterwoude met Antje Kroon. Na haar overlijden in 1843 hertrouwde hij op 5 september 1847 te Rijnsaterwoude met Geertje van der Boon. Hij overleed in 1869 in zijn woonplaats Rijnsaterwoude op 63-jarige leeftijd. In Rijnsaterwoude werd hij als burgemeester opgevolgd door zijn zoon uit zijn eerste huwelijk met Antje Kroon Dirk van Schravendijk. Deze Dirk werd na zijn overlijden in 1879 weer opgevolgd door een zoon Pieter uit het tweede huwelijk met Geertje van der Boon.